# Zoli Ádok
Zoli Ádok es un cantante, actor y bailarín húngaro nacido en Szeged el 22 de marzo de 1976. Zoli representó a Hungría en el Festival de la Canción de Eurovisión 2009 con la canción Dance With Me. Fue elegido tras la eliminación de Mark Zentai y la retirada de Kátya Tompos. Ese mismo año ganó el Premio Barbara Dex al concursante de Eurovisión "peor vestido" del año.

## Discografía

### Álbumes
- 2008: Tánclépés

### Sencillos
- 2008: Tánclépés/Dance with me
- 2009 Velem a Fény